# Andropompo
Andropompo, na mitologia grega, foi um descendente de Nestor, cujo filho Melanto, exilado para Atenas durante as invasões dóricas do Peloponeso, tornou-se rei de Atenas.

## Família
Quando os heráclidas expulsaram os descendentes de Nestor da Messênia, seus líderes eram:
- Alcmeão, filho de Sillus, filho de Trasimedes;[1]
- Pisístrato, filho de Pisístrato;[1]
- os filhos de Paeon, filho de Antíloco [1] e
- Melanto, filho de Andropompo,[1][2]  filho de Borus, filho de Pentilo, filho de Periclímeno.[1]

Nestor era filho de Neleu e Clóris, filha de Anfião. Nestor casou-se com Anaxíbia e teve duas filhas, Pisídice e Policasta, e sete filhos, Perseus, Stratichus, Aretus, Echephron, Pisístrato, Antíloco e Trasimedes. Segundo Homero, a esposa de Nestor era Eurídice, a filha mais velha de Clímeno. Periclímeno era irmão de Nestor, e havia ganho de Posidão o poder de se transformar no que quisesse.

## Filho e descendentes
Segundo Pausânias, Andropompo duelou contra Xanto, rei de Tebas, e o derrotou por um truque sujo, o que fez Tebas passar da monarquia para a oligarquia. Quando os heráclitas tomaram o Peloponeso,  Melanto, junto com outros exilados, foi para Atenas, e lá derrubou Timetes, tornando-se rei.
De acordo com o texto bizantino Suda, houve um conflito de fronteiras entre Atenas e a Beócia; Xanto desafiou Timetes para um duelo, que não aceitou, mas Melanto aceitou lutar por Atenas. Melanto usou de um truque sujo, e matou Xanto.
O sucessor de Melanto foi seu filho Codro, o último rei de Atenas, Medonte, filho de Codro, tornou-se o primeiro arconte de Atenas.
De acordo com Estrabão, Andropompo foi um dos descendentes dos exilados de Pilos que fundaram colônias jônias na Ásia Menor, na região conhecida como Jônia. Estas colônias foram estabelecidas, segundo Ferecides de Leros, citado por Estrabão, sob a liderança de Androclus, fundador de Éfeso e filho de Codro; vários dos demais líderes eram da geração dos filhos ou netos de Codro.